# Xystrocera violascens
Xystrocera violascens là một loài bọ cánh cứng trong họ Cerambycidae.